# Knattspyrnudeild Íþróttabandalag Vestmannaeyja
L'Íþróttabandalag Vestmannaeyja, o più semplicemente ÍBV, è una società calcistica islandese con sede nella città di Vestmannaeyjar.

## Storia
Il club fu fondato nel 1903 e partecipò per la prima volta all'Úrvalsdeild, ovvero alla prima divisione del campionato islandese di calcio, nel 1950, riuscendo a ottenere la prima qualificazione a una coppa europea nel 1969. Nel corso della sua storia ha vinto tre campionati islandesi e cinque Coppe d'Islanda.
A causa di gravi problemi societari, nel 2006 ha terminato l'Úrvalsdeil all'ultimo posto, retrocedendo in 1. Deild (il secondo livello islandese). Ritrovato un equilibrio, l'ÍBV ha fatto ritorno in massima serie nel 2008.
Come molti club sportivi islandesi, l'IBV è una società ad azionariato popolare. La principale fonte di sostentamento del club è il tradizionale festival musicale estivo Þjóðhátíð, che si svolge ogni anno sull'isola di Heimaey (la più importante dell'arcipelago di Vestamannaeyjar) attirando diverse migliaia di persone. Quasi tutti gli abitanti dell'isola svolgono volontariato gratuito per il festival, i cui proventi originati dalla vendita dei biglietti e dalle altre attività commerciali legate all'evento sono interamente devoluti all'ÍBV. Anche i locali, volontari compresi, pagano il biglietto del festival.

## Organico

### Rosa
| N. |                        | Ruolo | Calciatore                   |
| -- | ---------------------- | ----- | ---------------------------- |
| 7  | Inghilterra (bandiera) | D     | Priestley Griffiths          |
| 11 | Islanda (bandiera)     | C     | Sindri Snær Magnússon        |
| 13 | Islanda (bandiera)     | C     | Ásgeir Elíasson              |
| 15 | Islanda (bandiera)     | D     | Devon Már Griffin            |
| 17 | Islanda (bandiera)     | A     | Sigurður Grétar Benónýsson   |
| 20 | Islanda (bandiera)     | D     | Hafsteinn Gísli Valdimarsson |
| 21 | Islanda (bandiera)     | P     | Halldór Páll Geirsson        |
| 24 | Islanda (bandiera)     | C     | Óskar Elías Zoega Óskarsson  |
| 26 | Islanda (bandiera)     | D     | Felix Örn Friðriksson        |
| 28 | Islanda (bandiera)     | C     | Erik Ragnar Gíslason Ruiz    |
| 29 | Islanda (bandiera)     | C     | Hallgrímur Þórðarson         |
| 32 | Islanda (bandiera)     | C     | Andri Ólafsson               |
| 33 | Islanda (bandiera)     | D     | Breki Ómarsson               |
| 35 | Islanda (bandiera)     | C     | Nœmi Durousson               |

| N. |                              | Ruolo | Calciatore           |
| -- | ---------------------------- | ----- | -------------------- |
| 77 | Inghilterra (bandiera)       | C     | Jonathan Franks      |
|    | Portogallo (bandiera)        | P     | Rafael Veloso        |
|    | Portogallo (bandiera)        | C     | Telmo Castanheira    |
|    | Guinea-Bissau (bandiera)     | D     | Gilson Correia       |
|    | Inghilterra (bandiera)       | D     | Matt Garner          |
|    | Islanda (bandiera)           | D     | Jón Ingason          |
|    | Inghilterra (bandiera)       | D     | Oran Jackson         |
|    | Islanda (bandiera)           | D     | Guðmundur Magnússon  |
|    | Islanda (bandiera)           | C     | Alfreð Már Hjaltalín |
|    | Camerun (bandiera)           | C     | Evariste Ngolok      |
|    | Ghana (bandiera)             | C     | Benjamin Prah        |
|    | Islanda (bandiera)           | A     | Ágúst Sló Björnsson  |
|    | Trinidad e Tobago (bandiera) | A     | Jonathan Glenn       |

### Rose delle stagioni precedenti
- 2013

## Palmarès

### Competizioni nazionali
- Campionato islandese: 3

1979, 1997, 1998
- Coppa d'Islanda: 5

1968, 1972, 1981, 1998, 2017
- Coppa di Lega islandese: 1

1997
- 1. deild karla: 5

1967, 1976, 1985, 2008, 2024

### Altri piazzamenti
- Campionato islandese:

Secondo posto: 1971, 1972, 1982, 1999, 2001, 2004
Terzo posto: 1912, 1930, 1973, 1977, 1990, 1995, 2010, 2011, 2012
- Coppa d'Islanda:

Finalista: 1970, 1980, 1983, 1996, 1997, 2000, 2016
Semifinalista: 1973, 1977, 1989, 2002, 2011, 2014, 2015, 2020
- Supercoppa d'Islanda:

Finalista: 1969, 1982, 1988, 1998, 2018